# Baby V.O.X
Baby V.O.X — южнокорейская гёрл-группа, созданная в 90-х года. Они дебютировали в 1997 году и до 2004 года выпустили 7 альбомов. В марте 2006 года они были официально расформированы, после чего все участницы, кроме Lee Hee Jin, Kim E-Z и Kan Mi Youn, сменили вид деятельности.

## История
Ранние годы (1997—1999)
Baby V.O.X дебютировали в 1997 году в составе пяти участниц Kim E-Z, Lee Hee-jin, Jang Hyun-jung, Cha Yu-mi, и Jung Shi-woon. Их дебютный сингл назывался Hair Cut и был включён в альбом Equalizeher, выпущенный 10 июля 1997 года. Группа вдохновлялась Spice Girls, но они не смогли достичь успеха из-за сексуального концепта (так как корейцы и по сей день очень консервативны). Cha Yumi получила травму во время выступления, поэтому её заменила Kan Miyoun. Jung and Jang покинули группу по истечении контракта и им на смену пришли Shim Eun Jin, и Lee Gai. Группа перешла на более милый и скромный стиль, используемый такими группами как S.E.S. и Fin.K.L. После выхода альбома Baby V.O.X II,сингл "Ya Ya Ya"стал успешным и достиг седьмого места в корейских поп чатах. Затем последовал второй сингл под названием «Change». Сразу после релиза Lee Gai подверглась давлению со стороны DR Music, потому что врала о своём возрасте. Она дебютировала в трио Setorae более десяти лет назад под именем Lee Hee-jung.
Рост популярности (1999—2003)
В июне 1999 года, Yoon Eun Hye заменила Lee Gai и больше состав не менялся. Был выпущен сингл «Get Up». Впервые они достигли первого места в корейских чатах. Другой сингл «Killer» завоевал первое место в музыкальных чатах и был награждён 'Top Excellency Award' на Сеульской музыкальной премий в 1999 году. Их третий сингл 'Missing You' был включён в альбом Come Come Come Baby (1999)
В течений года Baby VOX неоднократно появлялись на различных шоу. После успеха третьего альбома, они начали продвигаться на международном рынке, в том числе в Китае, Японии и других странах Юго-Восточной Азии. В их четвёртый альбом Why были включены два сингла: «Why» и «Betrayal», в это же время они вели программу на SBS Beautiful Sunday-Cruise to the Korea Strait. Их пятый альбом, Boyish Story, был выпущен в 2001 году и включал в себя синглы «Game Over», «Doll», «I Wish You are My Love».
В связи с их популярностью Baby VOX выпустили сборник хитов, собранных с их первых пяти альбомов, с двумя сингл-хитами Coincidence и Go. Вместе с Coincidence, впервые за три года группа стала хитом номер один в корейских музыкальных чартах. Coincidence был также выпущен в чемпионат мира и они выступали по всей Корее во время сезона чемпионата Кореи против Японии 2002 года, и оставались популярны в течений всего лета. Кроме того, им удалось провести живой концерт в Сеуле, который был очень популярен. Так же их наградили в Китае.
Группа провела концерт в Монголии в 2004 году, став первой корейской идол-группой, которая сделала это.
Снижение популярности и расформирование (2003—2006)
Весной 2003 года Baby VOX выпустили свой шестой альбом, то чего не удавалось многим корейским группам. Baby VOX возглавил китайский музыкальный чарт с синглом I’m Still Loving You, заняли третье место с What Should I Do, и четвёртое с той же песней в Таиланде. Кроме того, предварительные заказы на альбом в нескольких странах распределились следующим образом: 200 000+ в Китае, 50 000+ на Тайване, 30 000+ в Гонконге и 120 000+ в Таиланде, в общей сложности 400 000 предварительных заказов плюс продажи альбома в Одной Южной Кореи (210 000+) с общим количеством продаж альбомов более 610 000.Это происходило тогда, когда судьба группы начала меняться. В то время как 'What Should I Do' заняла первое место в корейском музыкальном чарте, их второй сингл The Wish был не так популярен. Седьмой и последний альбом группы Ride West, выпущенный в апреле 2004 года, включает песни на английском, китайском, японском и корейском языках, а также участие известных американских исполнителей хип-хопа, таких как Tupac Shakur, Jennifer Lopez, и независимого рэпера. Floss P, хотя «появление» Тупака было фристайлом, который он записал в тюрьме. И-за авторских прав Афени Шакур, мать Тупака, возбудила уголовное дело. Музыкальное видео для песни с альбома «Xcstasy» было сделано на английском языке и имитировало хип-хоп-видео, популярные в то время в США.Участник корейской хип-хоп группы DJ DOC, оскорбленный предполагаемым неправильным использованием текстов Тупака Шакура, негативно о них высказался в средствах массовой информации, но позже извинился. Группа была вынуждена отказаться от выпуска сингла. Второй сингл «Play Remix» с участием Дженнифер Лопес продвигался некоторое время, но продажи были ниже, чем с предыдущих альбомов.
После 2004 года Baby VOX взяли перерыв, и в 2005 Shim Eun Jin и Yoon Eun Hye покинули группу. В феврале 2006 года Baby VOX были официально расформированы.

## Участницы
- Cha Yu-mi — главный Вокалист (1997—1998)
- Kim E-Z — вокалист, рэппер, танцор (1997—2006)
- Lee Hee-jin — вокалист (1997—2006)
- Shim Eun-Jin — вокалист, танцор (1998—2004)
- Kan Mi-Youn — вокалист (1998—2006)[2]
- Yoon Eun-Hye — вокалист (1999—2005)
- Jang Hyun Jeon- вокалист (1997—1998)

## Дискография
Студийные альбомы
| Название                         | Детали                                              | Позиция в чатах(Корея) | Продажи(Корея) |
| -------------------------------- | --------------------------------------------------- | ---------------------- | -------------- |
| Equalizeher (Voice of Xpression) | Выпущен: 10 июля 1997 Лэйбл: DR Music Формат: CD    |                        |                |
| Baby V.O.X. II                   | Выпущен:15 сентября 1998 Лэйбл: DR Music Формат: CD | 9                      | 76,417+        |
| Come Come Come Baby              | Выпущен:21 июля 1999 Лэйбл: DR Music Формат: CD     | 5                      | 218,946+       |
| Why                              | Выпущен:15 мая 2000 Лэйбл: DR Music Формат: CD      | 5                      | 155,864+       |
| Boyish Story                     | Выпущен:4 июня 2001 Лэйбл: DR Music Формат: CD      | 8                      | 90,014+        |
| Devotion                         | Выпущен:3 апреля 2003 Лэйбл: DR Music Формат: CD    | 3                      | 84,612+        |
| Ride West                        | Выпущен:18 марта 2004 Лэйбл: DR Music Формат: CD    | 3                      | 32,863+        |

Сборники
| Название      | Детали                                            | Чаты (Корея) | Продажи(Корея) |
| ------------- | ------------------------------------------------- | ------------ | -------------- |
| Special Album | Выпущен:23 апреля 2002 Лэйбл: DR Music Формат: CD | 6            | 240,349+       |

Мини-альбомы
| Название              | Детали                                           | Чаты (Япония) | Продажи(Корея) |
| --------------------- | ------------------------------------------------ | ------------- | -------------- |
| Go (Japanese release) | Выпущен:12 марта 2003 Лэйбл: DR Music Формат: CD |               |                |